# Теорема Мардена
Теорема Мардена дає геометричний зв'язок між нулями комплексного многочлена третього степеня і нулями його похідної:

Теорема Мардена

| Припустимо, що нулі z1, z2, z3 многочлена {\displaystyle \scriptstyle p(z)} третього степеня неколінеарні. Існує єдиний еліпс, вписаний у трикутник з вершинами z1, z2, z3, який дотикається його сторін посередині: еліпс Штейнера. Фокуси цього еліпса і є нулями похідної {\displaystyle \scriptstyle p'(z)}. |

Марден приписує теорему Йоргу Сібеку (нім. Jörg Siebeck) і наводить 9 посилань на статті, які включають варіанти даної теореми.